# RMJM
RMJM (Robert Matthew Johnson Marshall) es una de las mayores redes de arquitectura y diseño del mundo. Fundada en 1956 por los arquitectos Robert Matthew y Stirrat Johnson-Marshall, las primeras oficinas de RMJM estaban inicialmente localizadas en Londres y Edimburgo.
Su gama de servicios especializados abarca arquitectura, gestión del desarrollo, ingeniería, diseño de interiores, diseño del paisaje, consultoría técnica, master planning, diseño de producto y diseño urbano.
En la actualidad, las oficinas de RMJM se encuentran en Edimburgo (Reino Unido), Barcelona (España), Nueva York (EE.UU), Dubái y Abu Dhabi (Emiratos Árabes Unidos), Teherán (Irán), Shanghái y Shenzhen (China), Kuala Lumpur (Malasia), Tokio (Japón), Estambul y Ankara (Turquía), La Valeta (Malta), Buenos Aires y Córdoba (Argentina), São Paulo y Curitiba (Brasil), Nairobi y Mombasa (Kenia), Karachi (Pakistán), Riad (Arabia Saudita), Roma (Italia), Zúrich (Suiza), Belgrado (Serbia), Pretoria (Sudáfrica), Kampala (Uganda), Juba (Sudán del Sur), Dar es-Salaam (Tanzania), Gaborone (Botsuana) y Hong Kong.

## Historia
RMJM es fundada por Stirrat Johnson-Marshall y Robert Matthew en 1956. Esta aventura empresarial comienza tras la decisión de Robert Matthew de contratar a Johnson-Marshall, para que éste se hiciese cargo de la gestión de la nueva oficina en Londres. El nuevo estudio había sido creado para supervisar los trabajos de construcción de la New Zealand House en Haymarket Road, descrito como uno de los bloques de oficinas más representativos de la ciudad en los años sesenta.
En 1961, la firma se asocia con los arquitectos Tom Spaven, Kenneth Graham, Vernon Lee, John Richards, Chris Carter y Alan Whiteman. Como consecuencia, la compañía pasa a denominarse RMJM & Partners. El cambio de nombre vino acompañado de un proceso de internacionalización de la empresa, lo que supuso la participación de RMJM & Partners en grandes proyectos a nivel global. En 1967, la entidad contaba con 350 trabajadores repartidos entre Edimburgo y Londres.
De esta forma, a medida que aumenta el peso del sector público y la inversión en infraestructuras, RMJM empieza a consolidarse con fuerza en el mercado británico. Este proceso presenció, en primer lugar, la apertura de un nuevo estudio en Glasgow y, finalmente, la expansión de la firma más allá de las fronteras británicas. A finales de los años sesenta, los arquitectos del grupo se encontraban involucrados en importantes proyectos en Estados Unidos, Oriente Medio y Asia Central, lo que supuso la apertura de nuevos estudios en esas regiones en las décadas venideras.
Desde entonces, RMJM ha experimentado un proceso de expansión continuado basado en el estilo funcional y modernista de sus diseños. La introducción del grupo en mercados emergentes en Asia Oriental y África condujo a la apertura de nuevos estudios y la ampliación de su radio de acción. En la actualidad, RMJM opera en 25 países a lo largo del mundo.

## Galería de imágenes

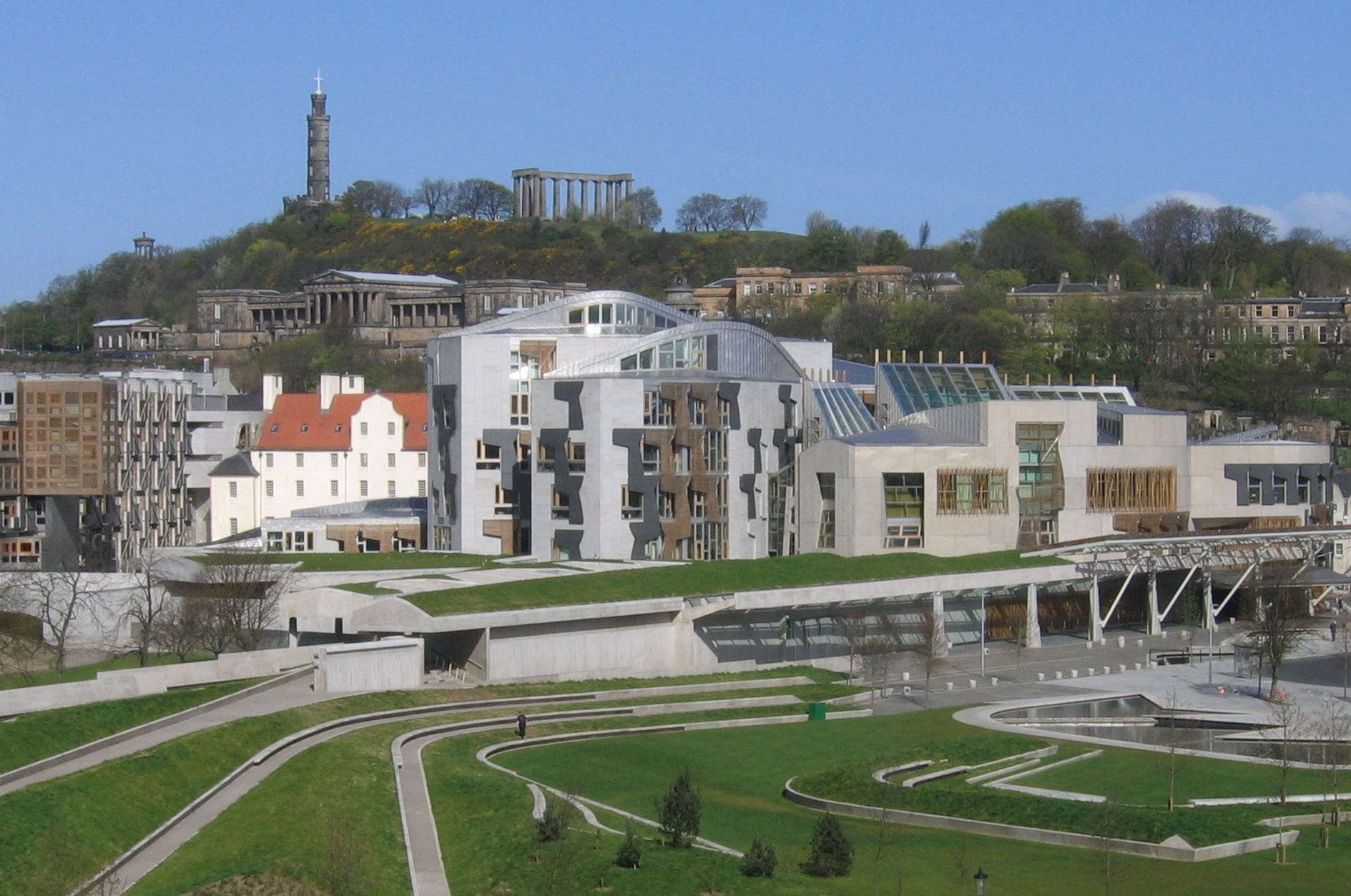
Parlamento Escocés
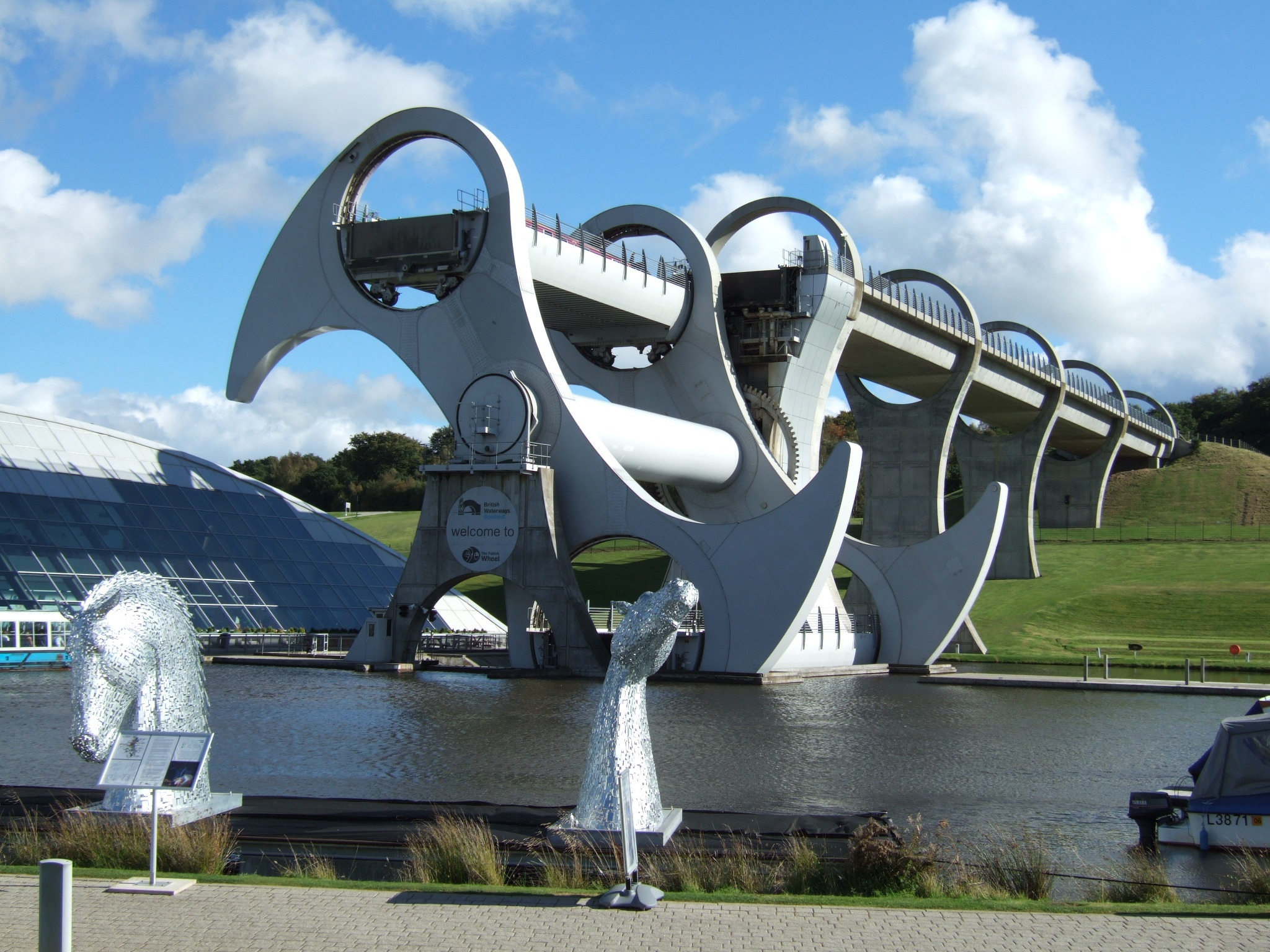
Rueda de Falkirk
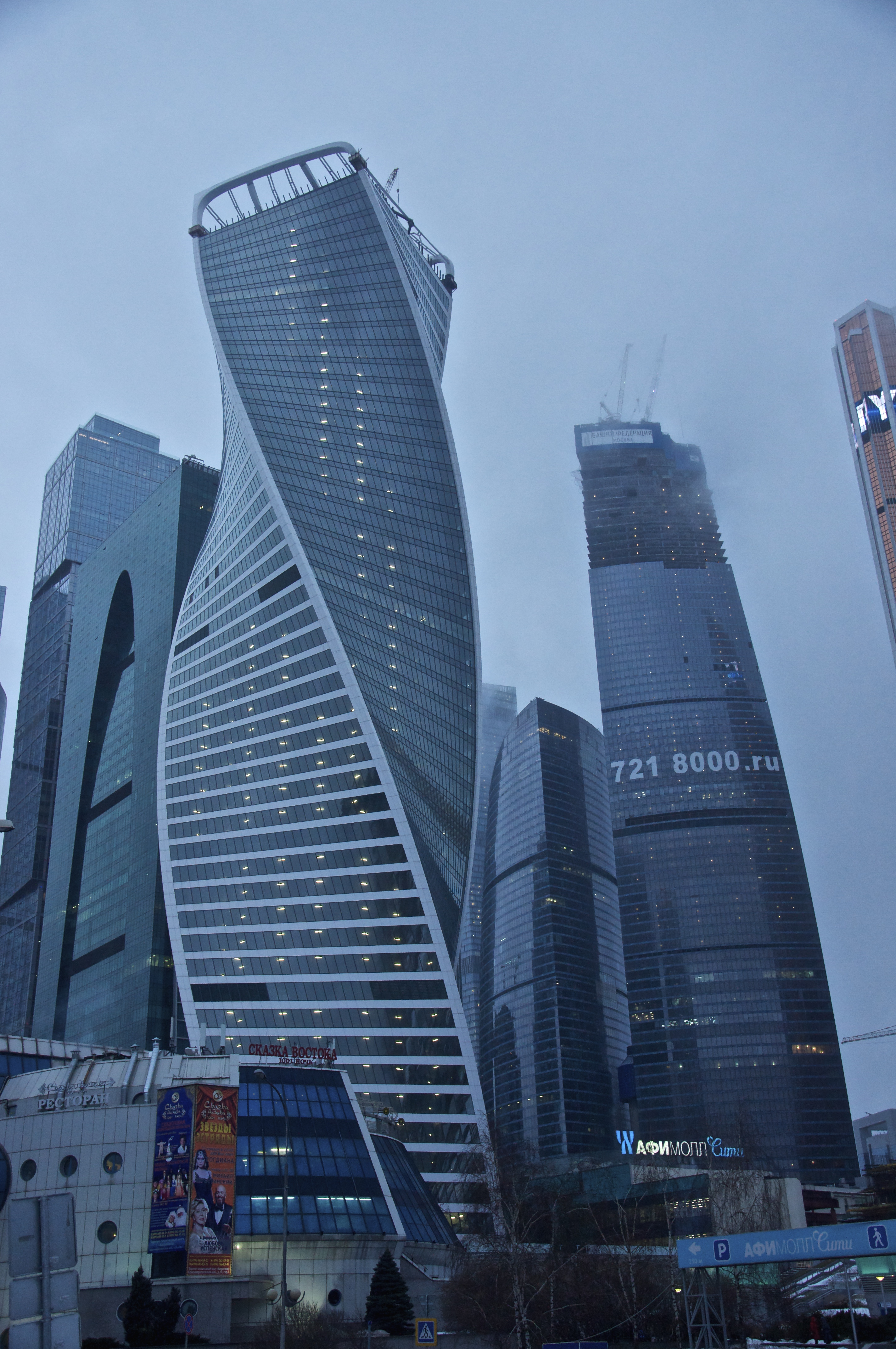
Evolution Tower
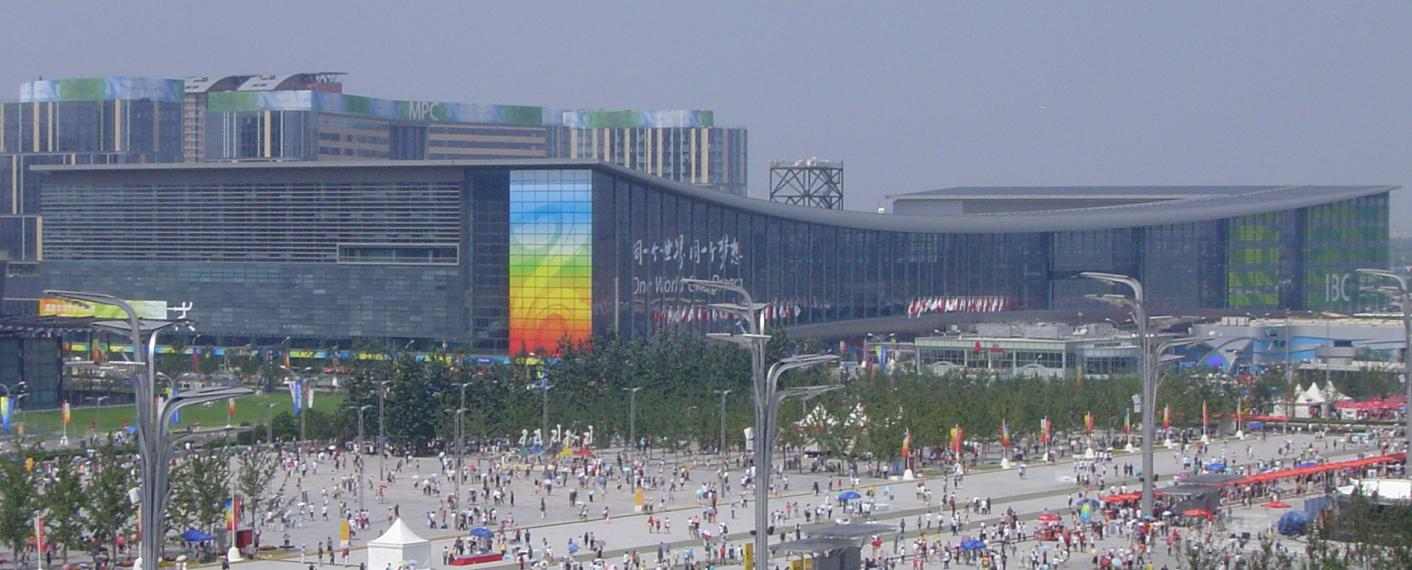
Centro de Conferencias del Parque Olímpico